# Philipp Ernst Lüders

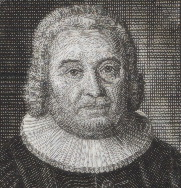
Philipp Ernst Lüders

Philipp Ernst Lüders (* 6. Oktober 1702 in Langballig; † 20. Dezember 1786 in Glücksburg) war evangelischer Pastor in Munkbrarup und Propst in der Propstei Glücksburg, Pädagoge, ein Landwirtschaftsreformer im Zeitalter der Aufklärung und einer der ersten Agrarökonomen.

## Leben
Philipp Ernst Lüders – sechstes Kind von zehn Kindern des Oberförsters Christian Lüders – wurde auf dem elterlichen Gut Freienwillen im Amt Grundhof im Herzogtum Schleswig geboren. Dieses Gut hatte sein Großvater, der herzogliche Kammerschreiber Carsten Lüders (1632–1686), von seinem Arbeitgeber Herzog Christian von Schleswig-Holstein-Sonderburg-Glücksburg gekauft. Lüders Mutter Anna Dorothea Elisabeth geb. Axen stammte aus Satrup und war Tochter eines Bauern. Dort wuchs Philipp Ernst ab 1714 bei seinen Großeltern auf und wurde von dem dortigen Pastor unterrichtet. Durch diesen Privatunterricht vorbereitet studierte er von 1721 bis 1724 Theologie an der Friedrich-Schiller-Universität Jena und an der Universität Wittenberg.
1728 wurde er Adjunkt des an der Munkbraruper Kirche tätigen Pastor Eberhard Vette und heiratete im folgenden Jahr dessen Tochter Elsabe (1704–1781). Schon 1730 ernannte ihn Herzog Friedrich von Schleswig-Holstein-Sonderburg-Glücksburg zu seinem Hofprediger. Von 1755 bis zu seinem Lebensende war er zusätzlich Propst in Glücksburg und damit für die sechs Kirchspiele des kleinen abgeteilten Herzogtums zuständig.
Am 13. Juli 1763 kam es auf seine Anregung hin zur Gründung der Königlichen Dänischen Ackerakademie, eines losen Zusammenschlusses von Bauern, Lehrern und Pastoren. Sie war die erste ökonomische Gesellschaft im Herzogtum Schleswig. Die Akademie musste jedoch 1767 schon wieder geschlossen werden, da geistliche Vorgesetzte aus Kopenhagen und der Generalsuperintendent für Schleswig-Holstein, Adam Struensee, Anstoß an seinem weltlichen Treiben nahmen.
Mit seiner Frau hatte Lüders drei Söhne, die alle drei eine juristische Laufbahn einschlugen: Ludwig wurde Kammerassessor und Zoll-Lizenzverwalter in Schleimünde, Friedrich Carl Amtsverwalter in Sonderburg und  Johannes Amtsverwalter im Amt Gottorf. Die deutsche Politikerin und Frauenrechtlerin Marie-Elisabeth Lüders (1878–1966) war eine Nachfahrin von Philipp Ernst Lüders.

## Landschaftsreformer
Lüders, der durch seine Jugend auf dem Hof seines Großvaters stark geprägt worden war, beschäftigte sich neben dem Pfarramt mit Fragen der Theorie und Praxis der Landwirtschaft. Seine erste diesbezügliche Veröffentlichung war 1758 ein Wetterkalender. Teilweise unter dem Pseudonym Pelagus veröffentlichte er in den folgenden Jahren insgesamt 52 Abhandlungen zu allen Fragen der Reform der Landwirtschaft und des ländlichen Bildungswesens. Diese Schriften verteilte er kostenlos. In seinem Bemühen um eine Verbreitung landwirtschaftlichen Fachwissens in seiner Heimat Angeln entwarf er den Grundriß  einer zu errichtenden Ackerschule, in welcher die Landes-Jugend zu einer richtigen Erkenntniß und Uebung im Landbau eingeführet und zubereitet werden könne (1769). Mit diesem detaillierten Entwurf einer Bildungseinrichtung war er ein Wegbereiter der Erwachsenenbildung und ihrer Pädagogik. Zu seinen Hauptwerken gehört Näheres Bedenken über den Gebrauch der Erde, wenn Freiheit und Eigenthum, wo ihnen beides fehlet, bei dem Bauernstande sollte eingeführet werden. (1770). Weitere Werke sind z. B. Die Bienenzucht aus eigener Erfahrung (1784) und diverse Predigten.
Er machte auch praktische Versuche auf von ihm angelegten Feldern mit Rotklee, Hopfen, Korb-Weiden und Maulbeersträuchern, letzteres für den Versuch der Seidenraupenzucht. Besonders setzte er sich für die Verbreitung der Kartoffel ein, die bis dahin nur in Botanischen Gärten angebaut wurde. Da er den Bauern kostenlos Saatkartoffeln zur Verfügung stellte, wurde er bald Kartoffelpropst genannt. Zudem unterhielt Lüders eine Baumschule, um den Bauern den Obstanbau schmackhaft zu machen.
Im Zeitalter der Aufklärung war der Agrarökonom Lüders Physiokrat: Er suchte – in Anlehnung an die Lehre des Franzosen François Quesnay – den Volkswohlstand durch eine gezielte Bearbeitung von Grund und Boden zu sichern. Gemeinsam mit seinem Kollegen, dem Pastor Nicolaus Oest von Neukirchen, setzte er sich für die Aufhebung der Feldgemeinschaft ein. Durch ihre Anregungen wurde 1766 die Verkopplung im Herzogtum Schleswig begonnen. In den folgenden Jahren brachten beide den Bauern die Anlage von Knicks zur Einfriedung ihrer Felder und Weiden bei.

## Werke
- Abhandlungen und Bedenken über das Acker-Wesen und den Anbau verschiedener Feldfrüchte (1765) (Digitalisat).

- Bedenken über den Landbau in Angeln (1766) (Digitalisat der SUB Göttingen)
- Grundriß einer zu errichtenden Ackerschule, in welcher die Landes-Jugend zu einer richtigen Erkenntniß und Uebung im Landbau eingeführet und zubereitet werden könne (1769)
- Näheres Bedenken über den Gebrauch der Erde, wenn Freiheit und Eigenthum, wo ihnen beides fehlet, bei dem Bauernstande sollte eingeführet werden. (1770)
- Die edle Denkungs-Art eines patriotisch-gesinnten Landmannes in Angeln (1772), doi:10.25673/40966 Digitalisat der Universitäts- und Landesbibliothek Sachsen-Anhalt
- Oeconomische Unterredungen über die Verbesserung des Ackerbaues (1772) (Digitalisat).
- Die Bienenzucht aus eigener Erfahrung (1784)